# Samlebånd

Samlebånd er en del af et transportsystem som konstant fremfører komponenter ved forskellige typer af masseproduktion. Samlebåndsfabrikation eller samlebåndsarbejde indebærer, at arbejdere eller maskiner står fast stationeret ved en bestemt arbejdsplads, mens et bånd transporterer produktet fra arbejdsplads til arbejdsplads. På hver arbejdsplads udføres en eller flere simple arbejdsprocesser, som f.eks. at montere en eller flere delkomponenter på produktet. Medarbejdere bliver derved specialiseret i få operationer, som derfor kan udføres hurtigt og effektivt. På den måde kan man opnå en forøgelse af produktionen.

## "Opfindelsen" af samlebåndet
Både Henry Ford og Ransom E. Olds krediteres ofte for "opfindelsen" af samlebåndet. Som det er tilfældet med de fleste opfindelser, har mange mennesker dog bidraget til udviklingen af samlebåndet. En forudsætning for samlebåndet er produktion af ensartede produkter med standardiserede dele, hvilket er en tanke, som går helt til det 18. århundrede, og som det derfor vil være forkert at tilskrive en enkelt person.

## Fords samlebånd
Fords første samlebånd blev taget i brug til masseproduktion af automobiler omkring d. 1. april 1913 efter 5 års udviklingsarbejde. Produktionen blev delt op i en lang række simple arbejdsprocesser, så arbejdskraften ikke behøvede en lang faglig oplæring. Idéen blev først forsøgt med delkomponenter, og kort tid efter på hele chassiser. Selv om det er forkert at sige, at Henry Ford har "opfundet" samlebåndet, er det dog rigtigt at han spillede en væsentlig rolle i udbredelsen af samlebåndet i det 20. århundrede. Udtrykket "fordisme", bruges i vid udstrækning i industrialiseringsperioden, og betyder at man begynder at tro mere på og går over til samlebåndsproduktion.
Bilmærket Ford Motor Company var den første virksomhed til at indføre samlebåndet i stor skala. Samlebåndsarbejdet blev hovedsageligt brugt til at samle bilmodellen Ford T. Samlebåndet fik produktionen af Ford T til at stige. Samlet blev der produceret 15 millioner eksemplarer af bilen i perioden 1908-1927. Denne enorme produktion resulterede i et prisfald af bilen, og Ford T anses for at at være den første bil, middelklassen havde råd til at købe. Den billige pris er en del af Ford Ts store succes.

## Samlebåndets opbygning
Samlebåndet består af et langt bånd (dengang dampdrevet), der transporterer produktet igennem en stor arbejdshal. Arbejderne står langs samlebåndet og samler produktet mens det kommer kørende ned.

## Arbejdsformer
Grunden til, at produktionen af Ford T steg markant efter indførelsen af samlebåndet var, at man ikke længere behøvede faglærte arbejdere, der skulle bygge de enkelte biler helt fra starten. Ved samlebåndet fik hver arbejder én plads og skulle udføre én form for arbejde. Dette kunne f.eks. være at sætte hjul på bilen. Der skulle derfor færre kompetencer til at gennemføre arbejdet. Samlebåndet gjorde arbejdet systematisk. Man kunne sætte det ene hjul på efter det andet, i stedet for at bekymre sig om resten af produktionens forløb. Arbejdet var så ensformigt, at mange arbejderne sagde op hos Ford, og Ford måtte udskifte hver stilling ca. 4 gange årligt. Dette resulterede i en lønforhøjelse, så lønnen kom op på $5 om dagen, hvilket var det dobbelte af en gennemsnitlige løn i starten af 1900 tallet i USA.
Sammen med samlebåndsproduktionen opstod begrebet tidsstudier.

## Det moderne samlebånd
Samlebåndsarbejdet i dag er blevet meget mere højteknologisk. Skærme viser hvad der skal bygges og hvordan, samtidig med at advarselslamper lyser hvis et forkert værktøj tages i brug. Arbejdernes rolle har ændret sig fra at stå på en lang række til, at de nu sidder i grupper. Der er også rotation på arbejdet så de skiftes til at udfører de forskellige opgaver på samlebåndet. Det betyder selvfølgelig at nedslidningen af kroppen mindskes, fordi man får bevæget kroppen forskelligt på en arbejdsdag. Meget samlebåndsarbejdet foregår nu i ulande og mange arbejdspladser, der var besat af mennesker, er blevet skiftet ud med robotter. De kræver hverken hvile eller bedre arbejdsforhold.

## Fordisme og Henry Ford
Fordisme er et begreb som bruges for at beskrive arbejdsorganisationer med høj grad af specialisering og centralisering. Navnet ”Fordisme” stammer fra den amerikanske industrileder Henry Ford og hans ideer om samlebåndsproduktion af biler i begyndelsen af 1900-tallet. Et princip udviklet til at forsyne et stort marked med generelle produkter, i stedet for at man, som man gjorde førhen, producerede produktet i hånden og derfor producerede færre produkter på samme mængde tid. Grundet masseproduktionen af bilerne var det muligt for Ford at have meget lavere priser end hans konkurrenter, hvilket fortsat bidrog til hans succes.
Henry Ford (30. juli 1863 – 7. april 1947) ejer og grundlægger af Ford Motor Company inc. Henry Ford er også krediterede som opfinderen af samlebåndet. Han brugte den viden han havde fået om scientific management fra Fredrick Winslow Taylor. Samt en ide han havde fået fra sin ven William ”Pa” Klann efter et besøg hos Swift & company’s Slaghterhouse. De havde der et ”skillebånd”, hvor slagterne stod i en linje og hver havde ansvaret for at amputere en kropsdel fra de dyr, der nu skulle slagtes. Henry Ford syntes godt om den idé, at hver mand havde ansvaret for en lille opgave og brugte det derfor på hans bilfabrik. Dette resulterede i, at de kunne masseproducere kvalitetsbiler uden alt for store omkostninger. Det endte med at være en succes og Ford Model T blev meget populær. Nu havde selv middelklasseamerikaneren råd til en bil.
Fordismen bygger på tre grundprincipper:
- Alle produkter er standardiserede. Det vil sige, at de laves via maskiner og ikke i hånden.
- Anvendelsen af højtspecialiserede værktøjer og/eller maskiner således, at en arbejder ikke behøver at være højtuddannet for at bidrage til produktionen, idet at de specialiserede maskiner har til formål at være mulige at bruge uden en længere uddannelse.
- Arbejdere betales højere lønninger, således at de har råd til at købe det produkt de selv er med til at producere.

Disse principper, sammen med den teknologiske revolution i Henry Fords levetid, muliggjorde at hans revolutionerende form for produktion og arbejde, kunne blomstre.
Det mest revolutionerende af Fords ideer, var at bryde komplekse og komplicerede opgaver ned i mindre simple opgaver således at produktionen blev mere effektiv. Eksempelvis kunne man have én mand til at udføre et kompliceret stykke samlearbejde på, måske 20 minutter eller man kunne, som Ford gjorde, bryde denne opgave ned i fem små opgaver og tildele fem forskellige personer hver deres del af opgaven og de ville bruge 2 minutter på det hver.

## Hårdt arbejde
Arbejdet ved samlebåndet var meget hårdt og der var pres på. De langsomme arbejdere skulle arbejde hurtigere og de hurtige fik lagt begrænsninger på arbejdstempoet. Presset var stressende og gjorde at arbejderne til sidste forlod fabrikkerne. Ledelsen blev derfor nødt til at hæve lønnen for at skaffe arbejdskraft.
I dag er samlebåndet almindeligt i de moderne produktionsvirksomheder i det industrielle samfund.
| Maskiner | Spire Denne artikel om maskiner, maskindele og apparater er en spire som bør udbygges. Du er velkommen til at hjælpe Wikipedia ved at udvide den. |